# Cryptocephalus alternans
Cryptocephalus alternans är en skalbaggsart som beskrevs av Christian Wilhelm Ludwig Eduard Suffrian 1852. Cryptocephalus alternans ingår i släktet Cryptocephalus och familjen bladbaggar. Utöver nominatformen finns också underarten C. a. jungovittatus.